# Route nationale 330
Die Route nationale 330, kurz N 330 oder RN 330, ist eine französische Nationalstraße, die 1933 zwischen den Orten Creil und Meaux festgelegt wurde. Im Département Oise wurde dazu die Gc131 verwendet und im Département Seine-et-Marne die D5BIS von der Départementgrenze bis Saint-Soupplets und ab dort die D5 bis Meaux. 2006 wurde der Abschnitt zwischen Creil und Senlis herabgestuft. Dieser Abschnitt ist teilweise zur Schnellstraße ausgebaut. Weiterhin wurde die N330 östlich von Senlis, westlich von Ermenonville, sowie östlich von Penchard auf Umgehungsstraßen verlegt. Bei Creil ist die ursprüngliche Führung wegen eines Militärflugplatzes südlich von diesem verlegt.

## N330a
Die N330A war von 1933 bis 1973 ein Seitenast der N330, der in Mont-l'Evêque abzweigte und nach Nanteuil-le-Haudouin verlief. Sie übernahm dazu ein Teilabschnitt der Gc148 in Département Oise.